# Barrage de Dilimli
Le barrage de Dilimli est un barrage en Turquie. 

## Sources
- (tr) « Hakari / Dilimli Barajı », sur Agence gouvernementale turque des travaux hydrauliques (DSİ)